# Puigsoler
El Puigsoler és una muntanya de 524 metres que es troba entre els municipis de Castellbell i el Vilar i de Sant Vicenç de Castellet, a la comarca catalana del Bages.
Al cim podem trobar-hi un vèrtex geodèsic (referència 282112001).
Aquest cim està inclòs al llistat dels 100 cims de la FEEC. 